# Jitterbugs
Jitterbugs (bra Ladrão Que Rouba Ladrão) é um filme estadunidense de 1943, do gênero comédia, dirigido por Malcolm St. Clair e protagonizado pela dupla Laurel e Hardy.
O filme retrabalha o roteiro de Arizona to Broadway, produzido dez anos antes pela Fox Film Corporation.

## Elenco
- Stan Laurel ..... Stanley MacLaurel
- Oliver Hardy ..... Oliver Hardy
- Vivian Blaine ..... Susan Cowan
- Robert Blaine ..... Chester Wright
- Douglas Fowley ..... Malcolm Bennett
- Noel Madison ..... Tony Queen
- Lee Patrick ..... Dorcas
- Robert Emmett Keane ..... Henry Corcoran

## Sinopse
Stan Laurel e Oliver Hardy viajam pelo interior dos Estados Unidos com seu show musical quando ficam sem gasolina numa estrada no meio do deserto. Quem aparece para ajudá-los é o vigarista simpático Chester Wright que lhes dá o combustível mas os engana dizendo tratar-se de água misturada com "pílulas de gasolina". Os três então se tornam sócios e na cidade seguinte, Stan e Laurel fazem seu show e vendem as pílulas nos intervalos. Não demora e a população percebe que foi enganada e a dupla é salva por Chester, que se finge de policial para levar os dois "presos" até outra cidade. Mas Chester conhecera a bela Susan que lhe fala que usara dez mil dólares de uma tia rica de Boston para comprar uma propriedade. Chester percebe que a moça fora vítima de uma trapaça então ele, acompanhado de Susan, Stan e Oliver vão até New Orleans, onde sabe estarem os vigaristas, para recuperarem o dinheiro da moça. Nesse plano, Oliver se disfarça de um milionário texano e Stan se faz passar pela tia de Boston enquanto Susan canta num show em um antigo barco fluvial.

## Recepção
A revista brasileira A Cena Muda deu-lhe nota 1,5 (de 4), considerando-o "fraquinho" e de roteiro "raquítico", com destaque apenas para o número de Oliver Hardy tocando trompete.